# وارکرفت: ارک‌ها و انسان‌ها
وارکرفت: ارک‌ها و انسان‌ها (به انگلیسی: Warcraft: Orcs & Humans) یک بازی یک بازی ویدئویی استراتژی هم‌زمان یا راهبرد بی‌درنگ و در ژانر فانتزی است. این بازی توسط شرکت بلیزارد انترتینمنت ساخته و در تاریخ 23 نوامبر سال 1994 توسط خود بلیزارد در ایالات متحده آمریکا منتشر و سپس توسط اینترپلی اینترتینمنت در اروپا منتشر شد.